# Resolutie 1109 Veiligheidsraad Verenigde Naties
Resolutie 1109 van de Veiligheidsraad van de Verenigde Naties werd op 28 mei 1997 unaniem aangenomen door de VN-Veiligheidsraad.

## Achtergrond
Na de Jom Kipoeroorlog kwamen Syrië en Israël overeen de wapens neer te leggen. Een waarnemingsmacht van de Verenigde Naties moest op de uitvoer van de twee gesloten akkoorden toezien.

## Inhoud
De Veiligheidsraad:
- Overwoog het rapport van de secretaris-generaal over de VN-waarnemingsmacht.
- Beslist:
a. De partijen op te roepen onmiddellijk resolutie 338 uit te voeren.
b. Het mandaat van UNDOF met een periode van zes maanden te verlengen, tot 30 november 1997.
c. De secretaris-generaal te vragen dan te rapporteren over de ontwikkelingen en de genomen maatregelen om resolutie 338 uit te voeren.

## Verwante resoluties
- Resolutie 1081 Veiligheidsraad Verenigde Naties (1996)
- Resolutie 1095 Veiligheidsraad Verenigde Naties
- Resolutie 1122 Veiligheidsraad Verenigde Naties
- Resolutie 1139 Veiligheidsraad Verenigde Naties

Lijst ·  1093 ·  1094 ·  1095 ·  1096 ·  1097 ·  1098 ·  1099 ·  1100 ·  1101 ·  1102 ·  1103 ·  1104 ·  1105 ·  1106 ·  1107 ·  1108 ·  1109 ·  1110 ·  1111 ·  1112 ·  1113 ·  1114 ·  1115 ·  1116 ·  1117 ·  1118 ·  1119 ·  1120 ·  1121 ·  1122 ·  1123 ·  1124 ·  1125 ·  1126 ·  1127 ·  1128 ·  1129 ·  1130 ·  1131 ·  1132 ·  1133 ·  1134 ·  1135 ·  1136 ·  1137 ·  1138 ·  1139 ·  1140 ·  1141 ·  1142 ·  1143 ·  1144 ·  1145 ·  1146